# Catedral de Oporto
La catedral de Oporto o catedral de la Asunción de Nuestra Señora (en portugués: Sé do Porto), es la sede episcopal de la diócesis de Oporto, en Portugal. Está situada en el corazón del centro histórico de la ciudad y es uno de sus principales y más antiguos monumentos.

## Historia
El inicio de su construcción data de la primera mitad del siglo XII, y se prolongó hasta principios del siglo XIII. Ese primer edificio, de estilo románico, sufrió muchas alteraciones a lo largo de los siglos. De la época románica datan el carácter general de la fachada con las torres y el bello rosetón, además del cuerpo de la iglesia de tres naves cubierto con bóveda de cañón. La bóveda de la nave central está sostenida por arbotantes, siendo la Catedral de Oporto uno de los primeros edificios portugueses en que se utilizó ese elemento arquitectónico.
En la época gótica se construyó la capilla funeraria de João Gordo (alrededor del 1333), caballero de la Orden de los Hospitalarios y colaborador de Dionisio I de Portugal. También de la época gótica está datado el claustro (siglos XIV-XV), construido en el reinado de Juan I de Portugal. Este rey se casó con Felipa de Lancaster en la Catedral de Oporto en el año 1387.
El exterior de la catedral fue muy modificado en la época barroca. Cerca del 1772 se construyó una nueva portada en sustitución de la románica original. Las balaustradas y cúpulas de las torres también son barrocas. Cerca del 1736, el arquitecto italiano Nicolau Nasoni añadió un bello nártex barroco a la fachada lateral de la catedral.
A la izquierda del ábside se encuentra un magnífico altar de plata, construido en la segunda mitad del siglo XVII por varios artistas portugueses, fue salvado de las tropas francesas en 1809 por medio de una pared de yeso construida apresuradamente. En el siglo XVII el altar mayor original románico (que estaba dotado de un deambulatorio) fue sustituido por uno mayor en estilo barroco. El altar mayor, construido entre 1727 y 1729, es una importante obra del barroco joanino, proyectado por Santos Pacheco y esculpido por Miguel Francisco da Silva. Las pinturas murales de la capilla mayor son de Nasoni.
El transepto sur da acceso a los claustros del siglo XIV y a la Capilla de San Vicente. Una graciosa escalera del siglo XVIII de Nasoni conduce a los pisos superiores, donde los paneles de azulejos exhiben la vida de la Virgen y Las metamorfosis de Ovidio.
La Catedral dispone de tres bellos órganos. Uno de ellos, en el coro-alto, marca en Portugal un periodo que da inicio al desarrollo organístico. Se trata de un órgano del constructor Jann, el mismo constructor del órgano de la iglesia de Lapa (Oporto), ambos promovidos por el esfuerzo e iniciativa de Ferreira dos Santos.

## Galería

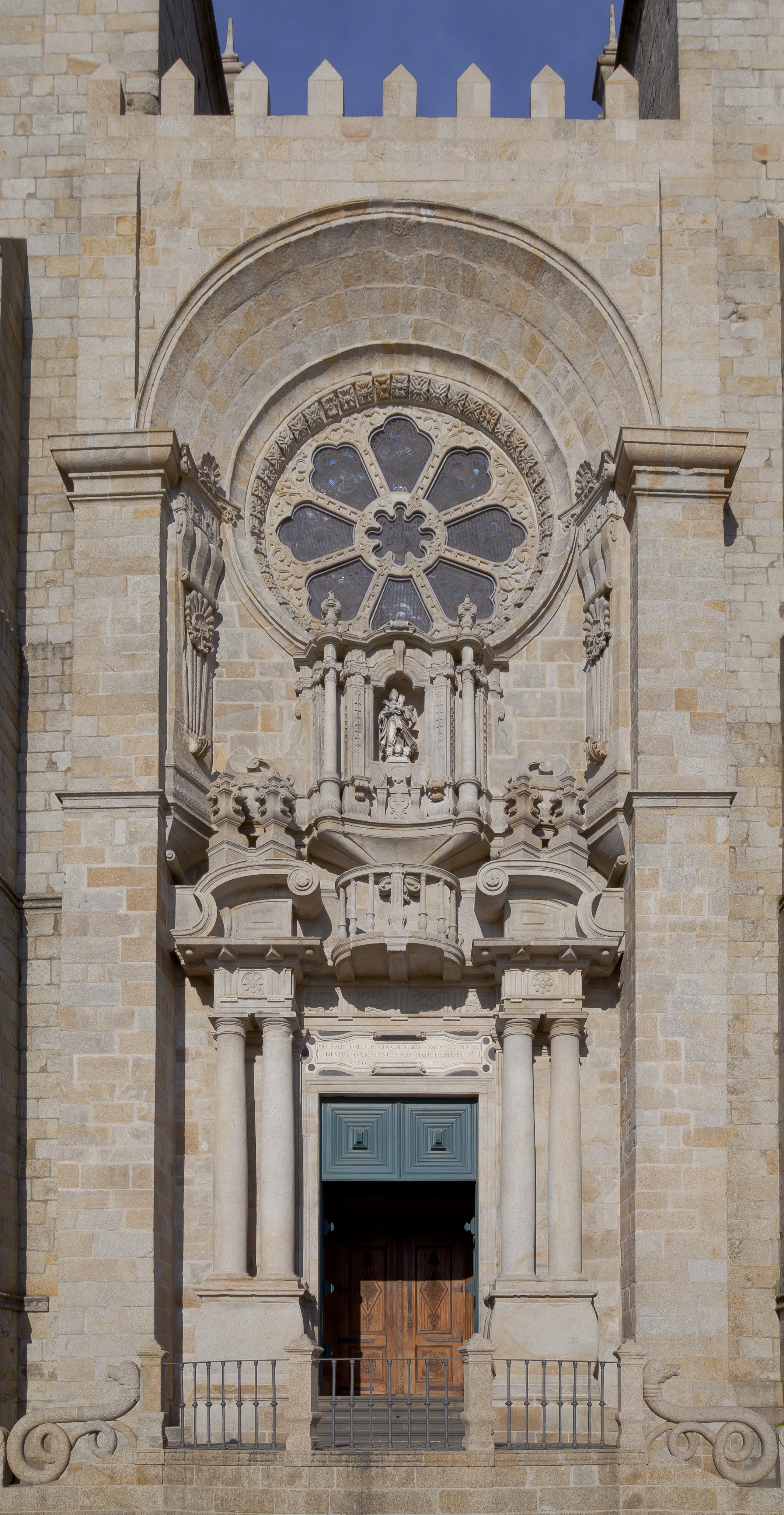
Pórtico
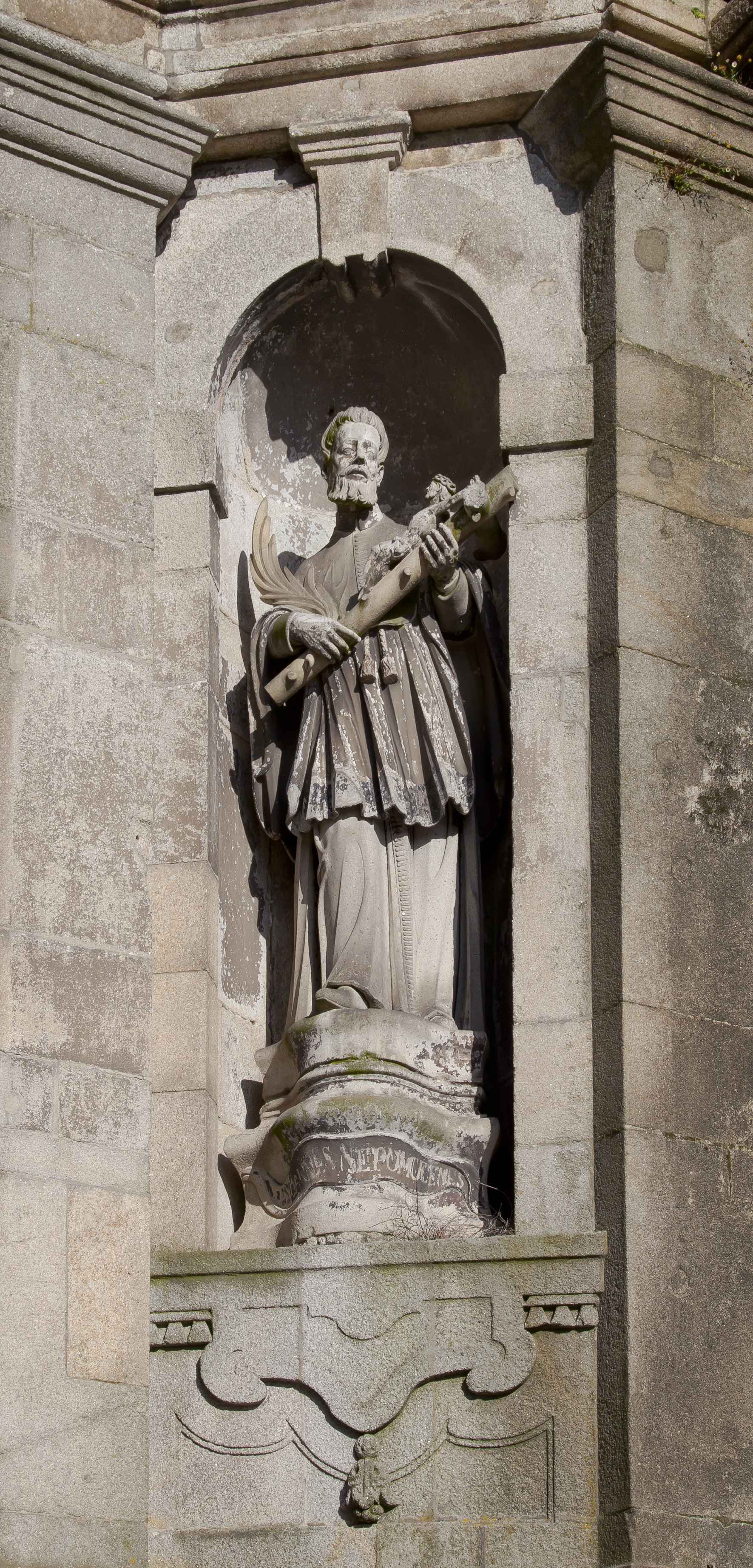
Estatua en la fachada
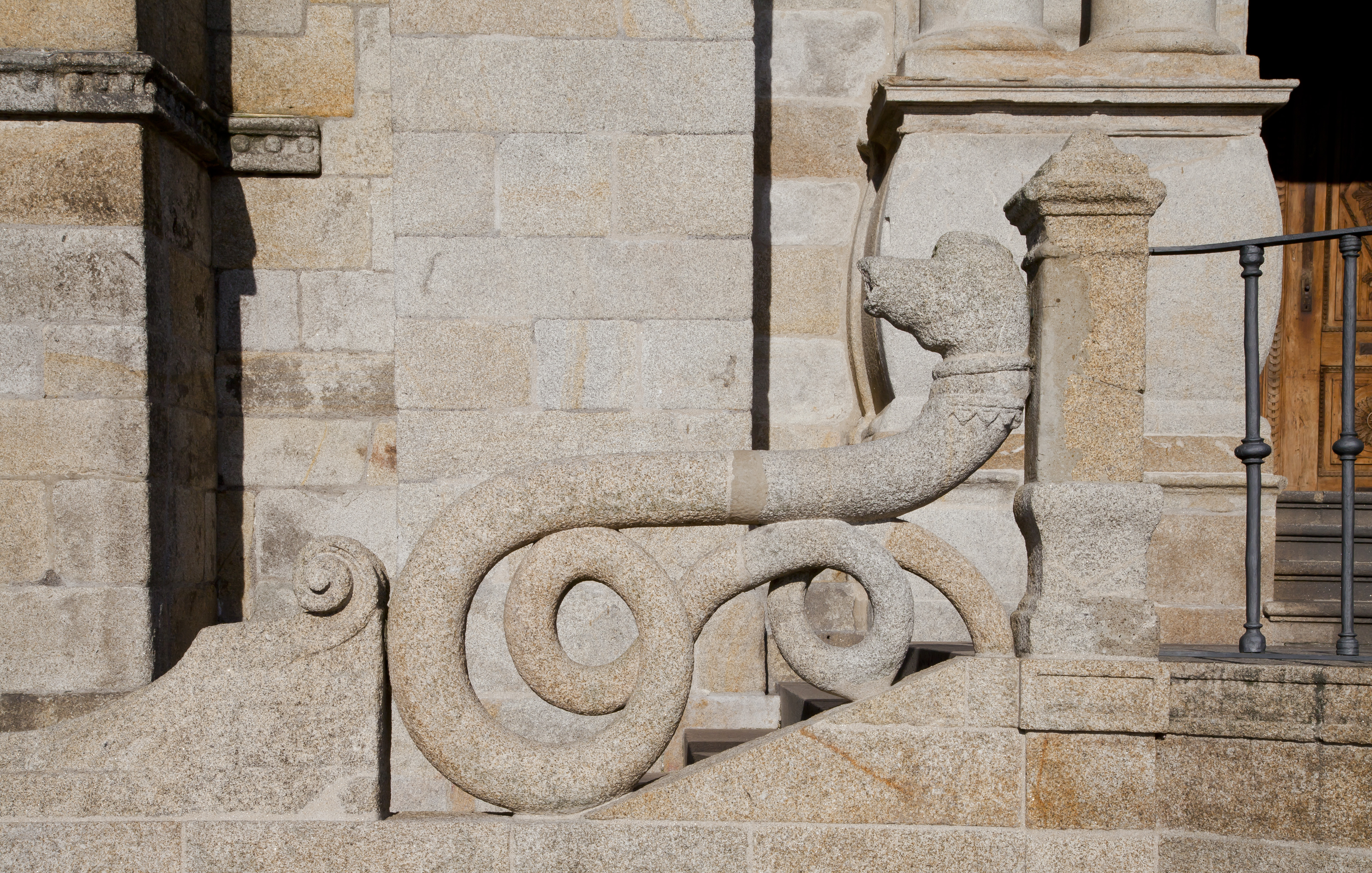
Detalle de la entrada
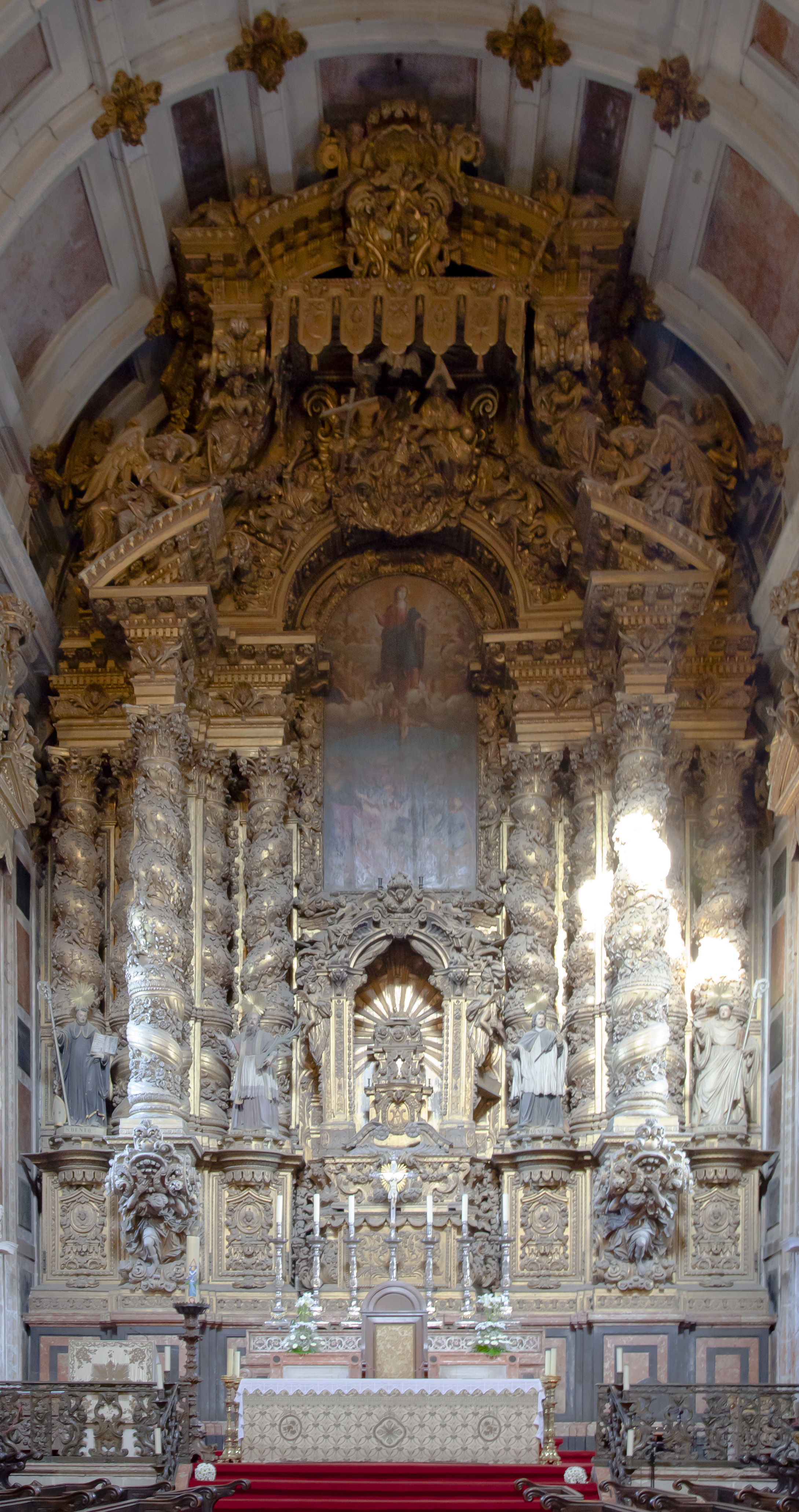
Altar principal
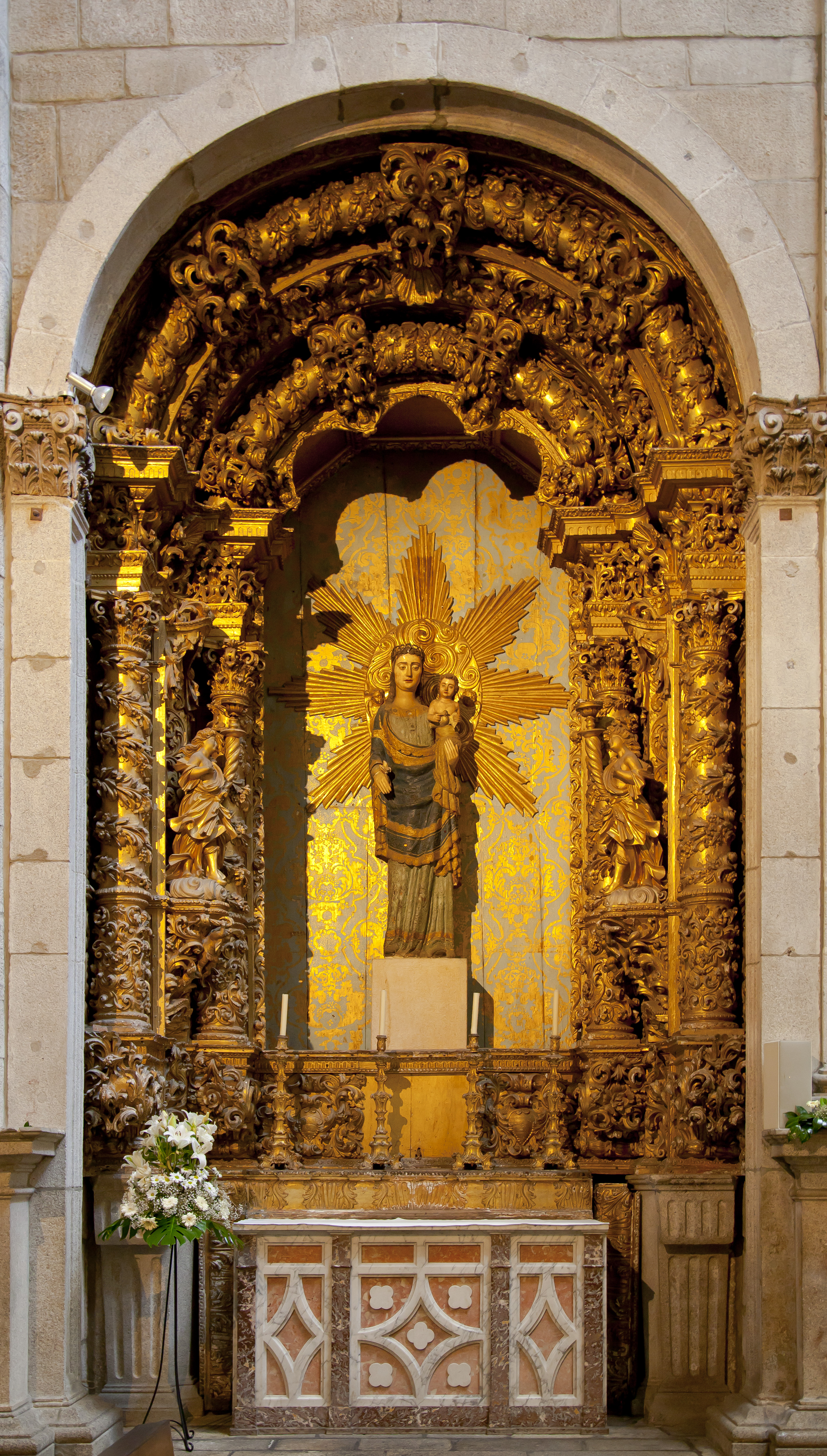
Altar de Nuestra Señora de Vandoma
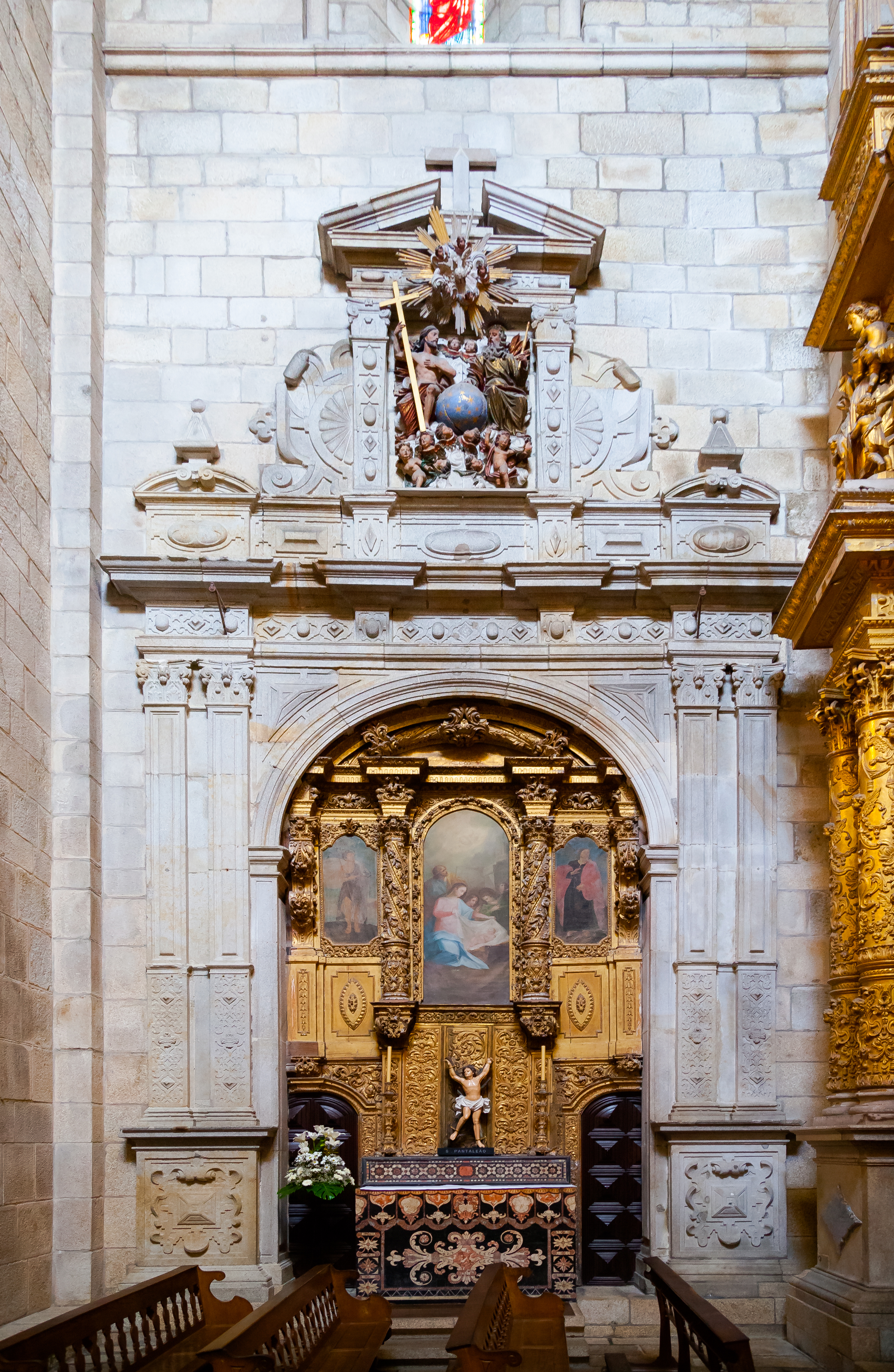
Altar de Nuestra Señora y del Niño Jesús
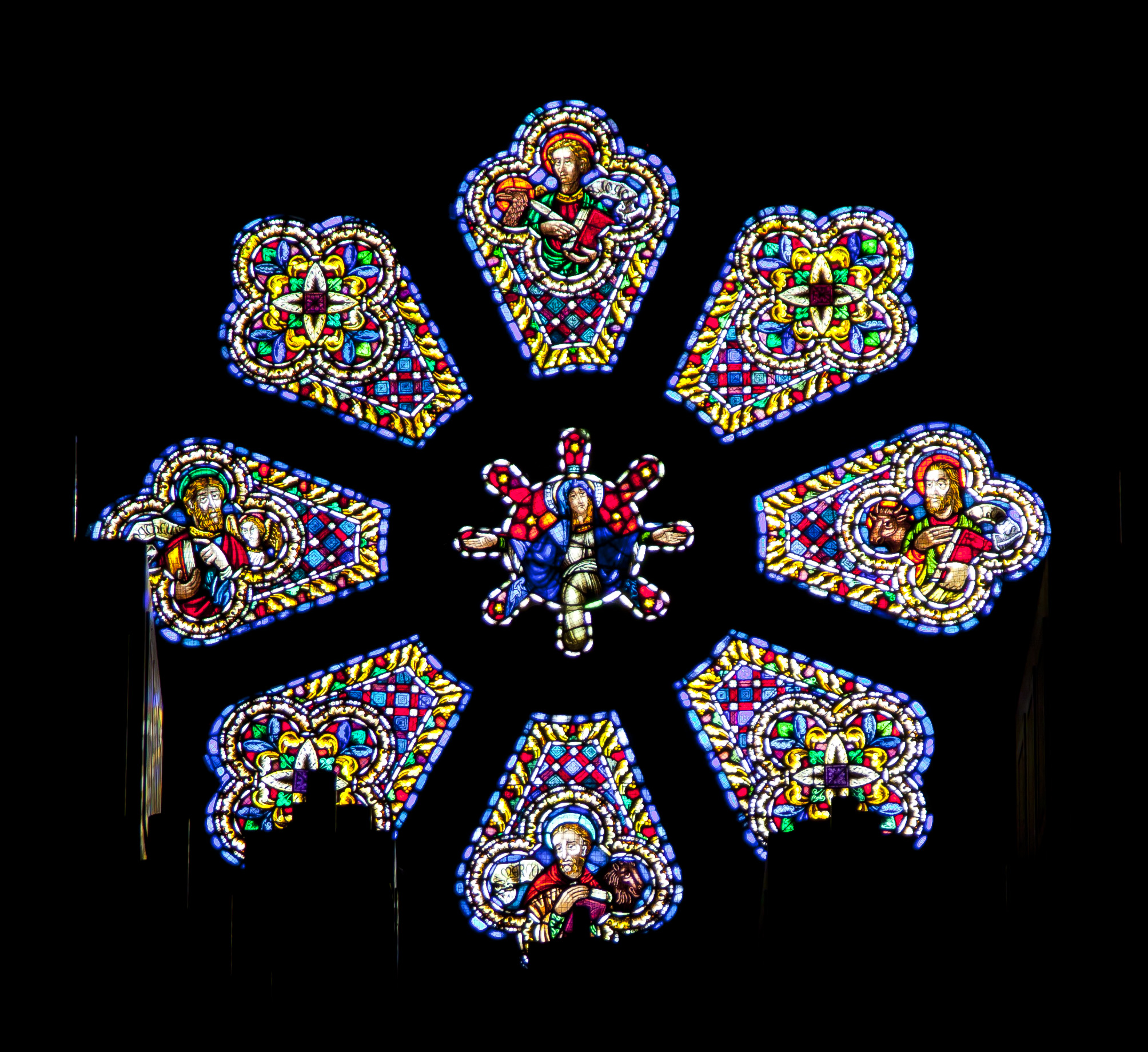
Rosetón
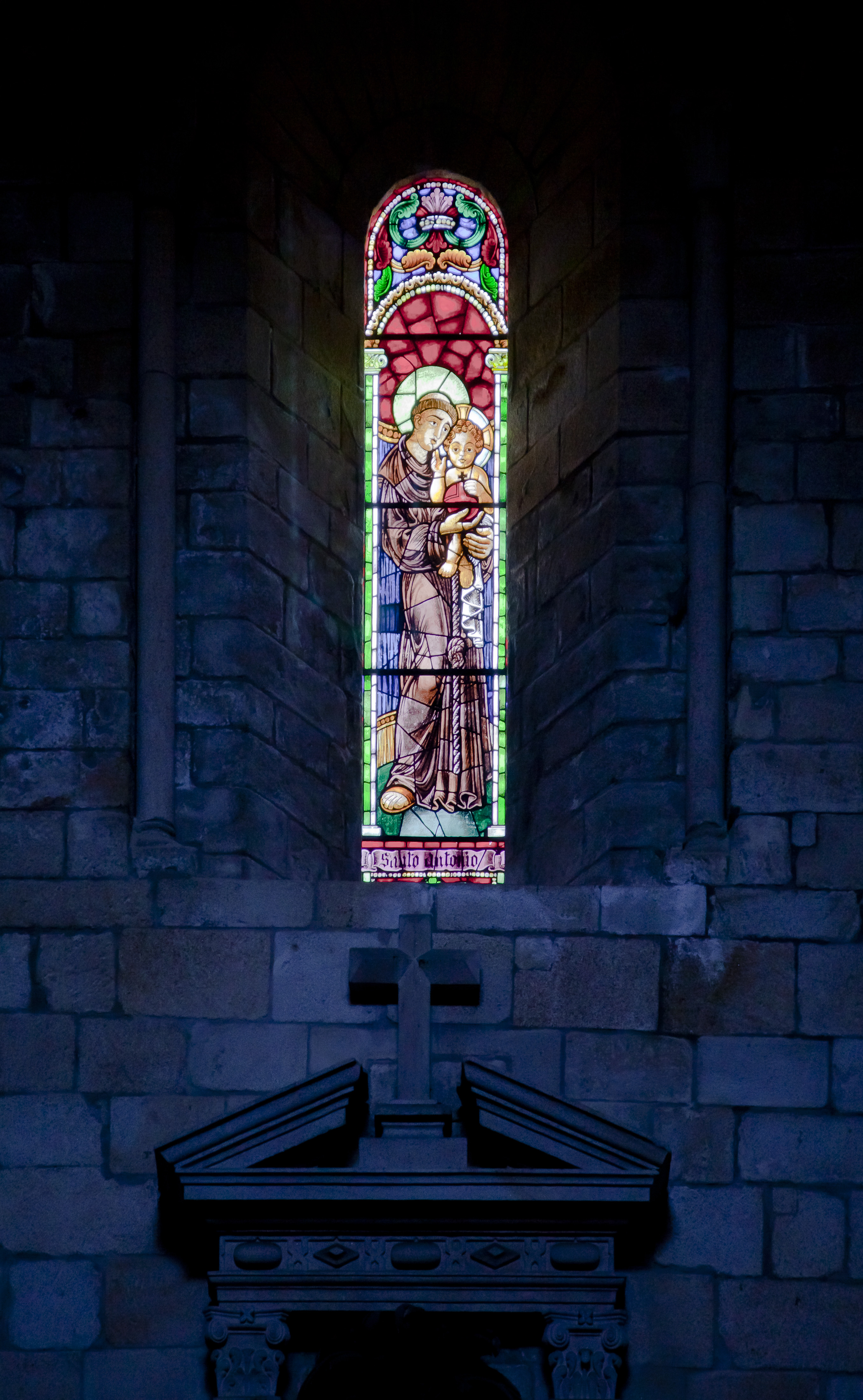
Vidriera
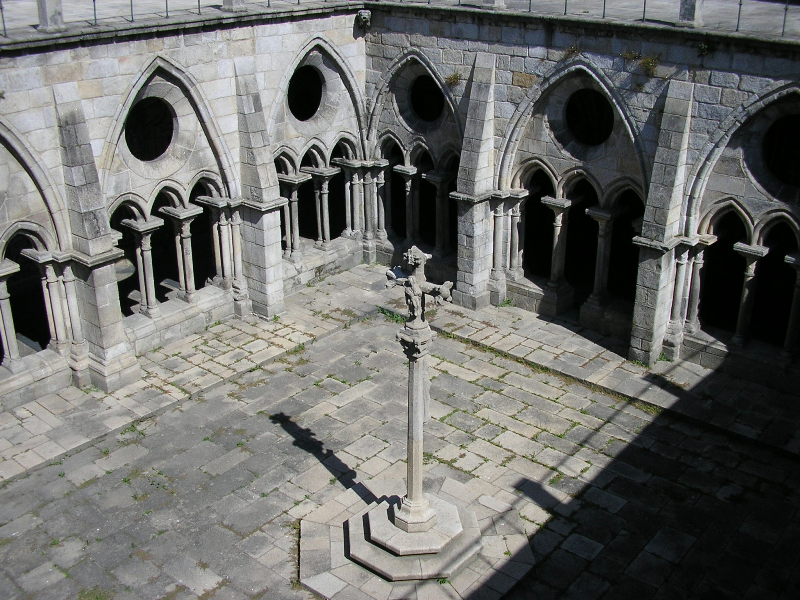
Claustros góticos
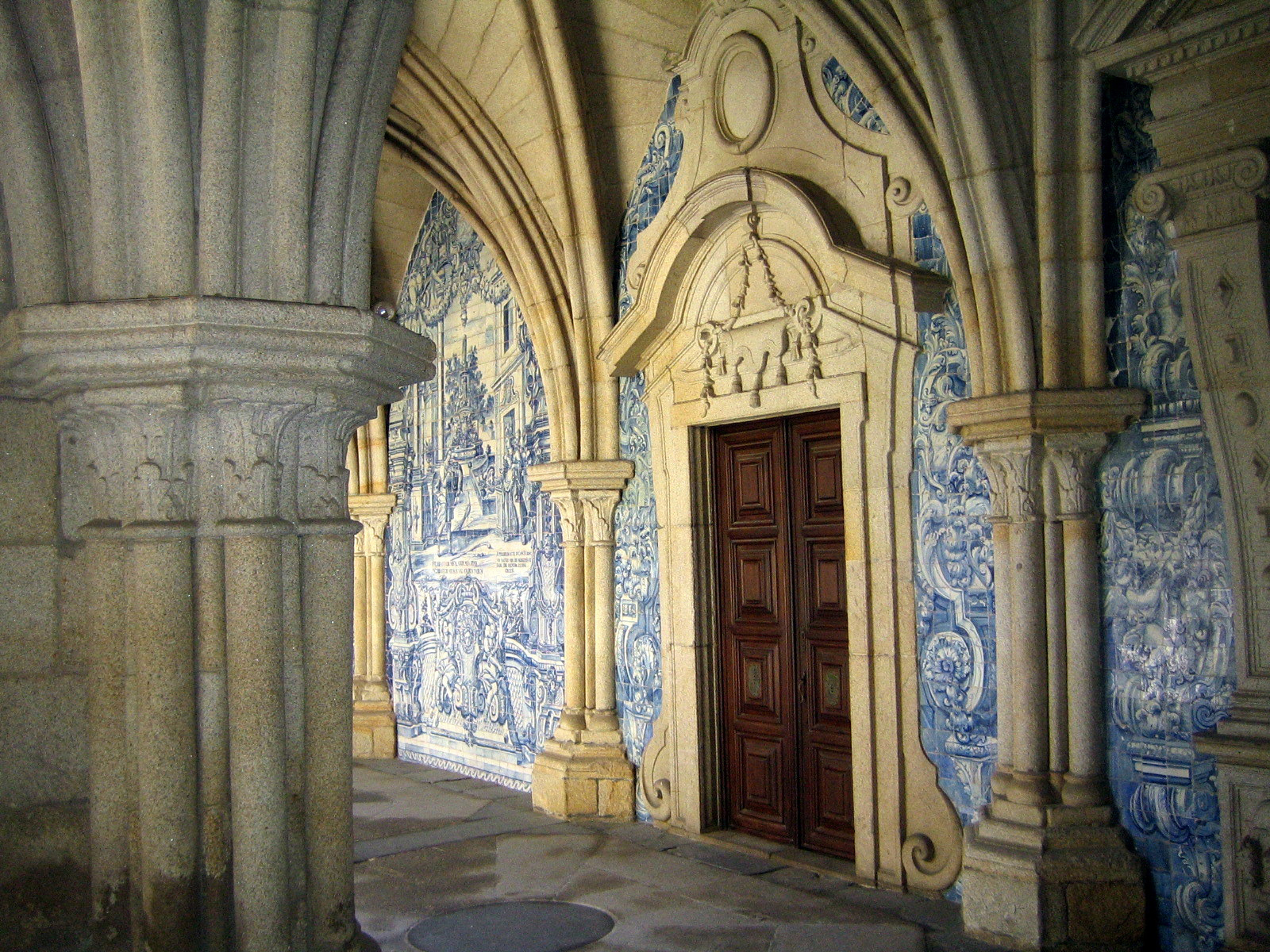
Claustro del s. XIV
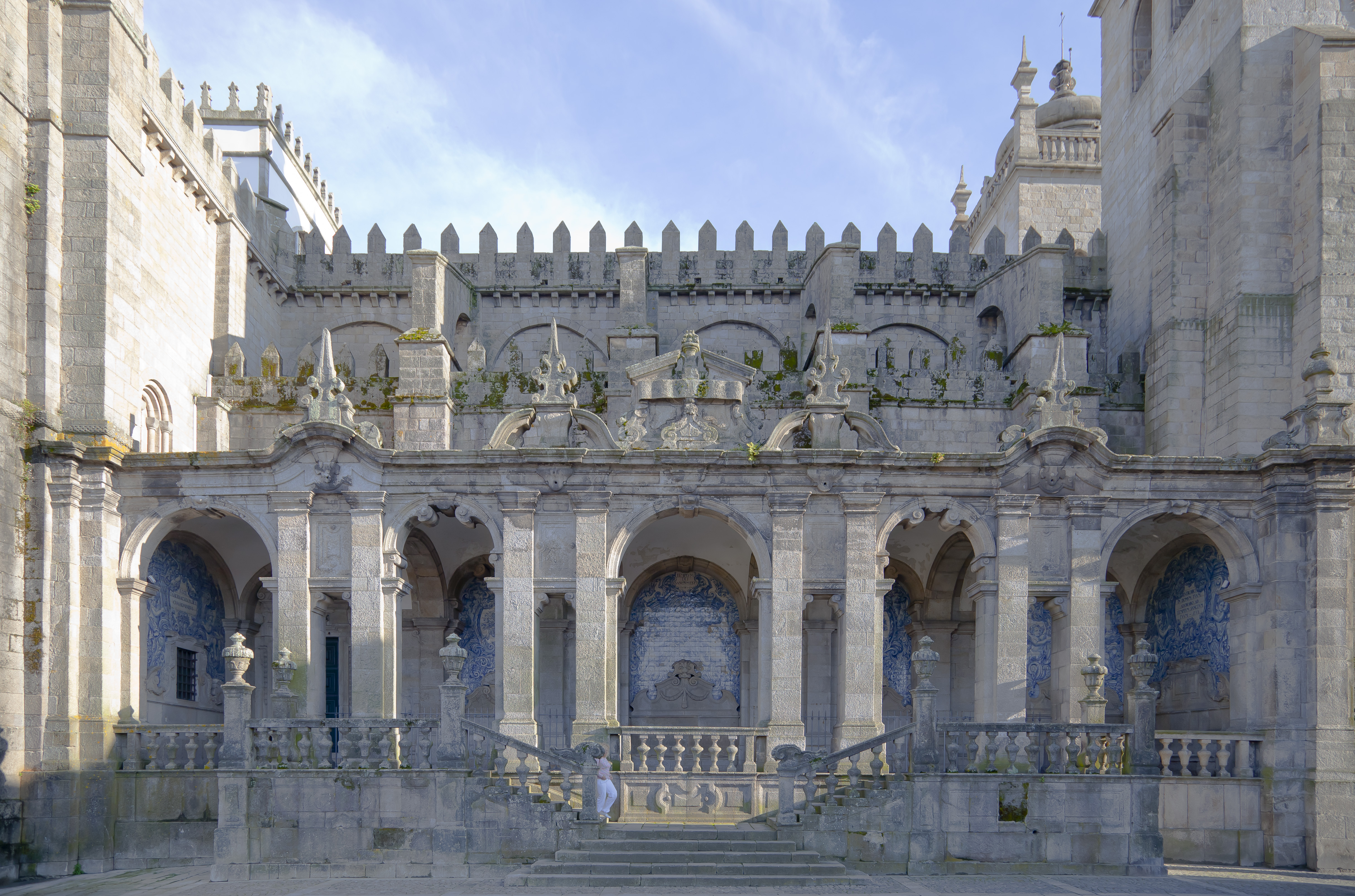
Nártex barroco a la fachada lateral
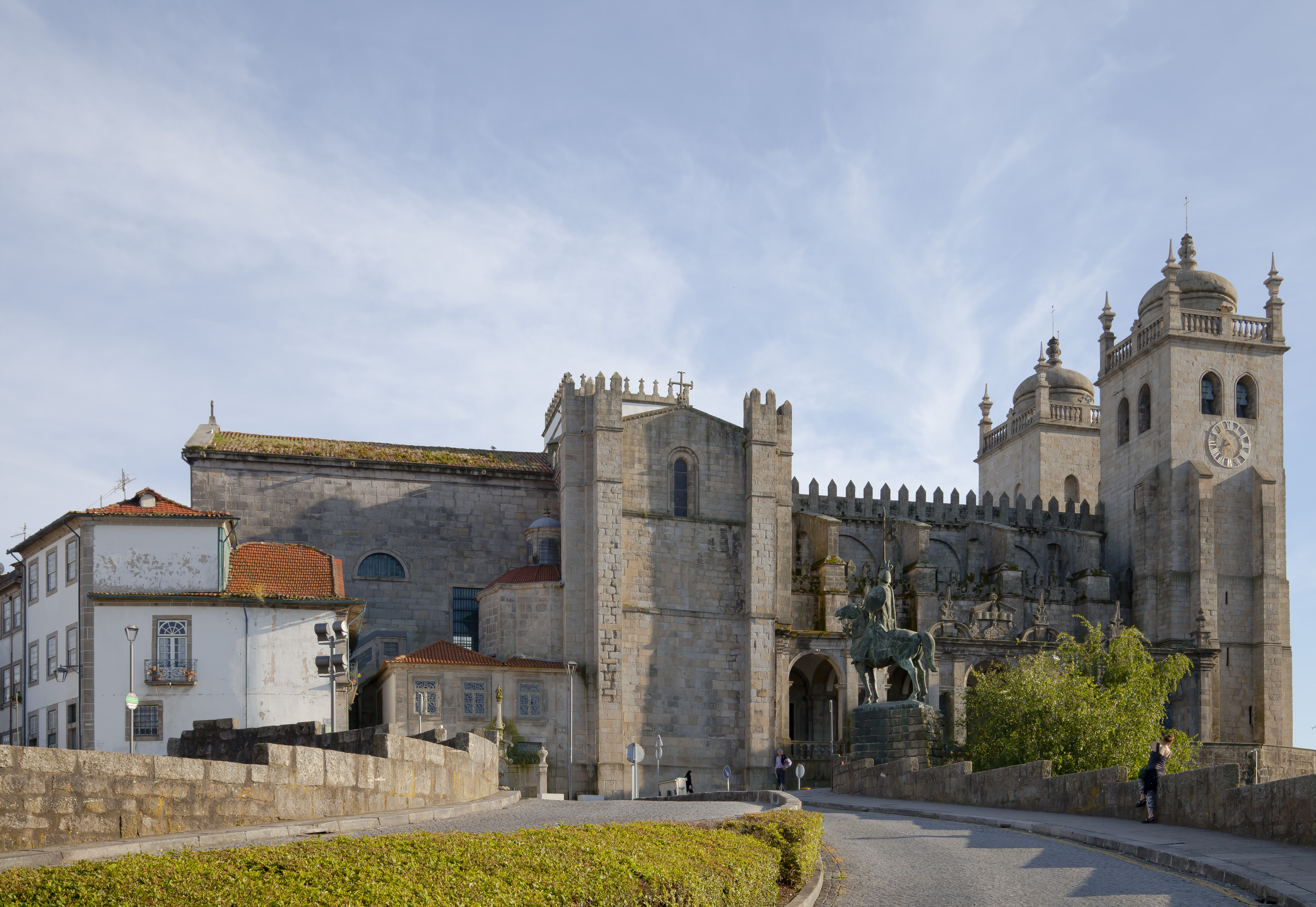
Vista lateral